# Gowlakatte, Alur
Gowlakatte là một làng thuộc tehsil Alur, huyện Hassan, bang Karnataka, Ấn Độ.